# Parafia św. Jana Chrzciciela i św. Bartłomieja Apostoła w Kazimierzu Dolnym
Parafia św. Jana Chrzciciela i św. Bartłomieja Apostoła w Kazimierzu Dolnym – parafia rzymskokatolicka w Kazimierzu Dolnym, należąca do archidiecezji lubelskiej i dekanatu Kazimierz Dolny. 
Została erygowana 1 stycznia 1325. Kościół parafialny wybudowany w 1 połowie XIV wieku w stylu gotyckim, przebudowany w latach 1586–1613 w stylu barokowym. Znajduje się przy ulicy Zamkowej.

## Zasięg parafii
Do parafii należą wierni z następujących miejscowości: Bochotnica, Cholewianka, Dąbrówka (Kazimierz Dolny), Góry, Jeziorszczyzna, Kazimierz Dolny, Las Stocki, Mięćmierz, Okale, Skowieszynek, Uściąż, Wierzchoniów, Wylągi.